# Estación de Euskalduna
Euskalduna es una estación del tranvía de Bilbao. Se sitúa en el comienzo del paseo de Abandoibarra, y el nombre de la estación ha sido tomado del Palacio Euskalduna, palacio de congresos y de la música que se encuentra junto a la estación.
La estructura de la parada está compuesta por un módulo técnico que integra los servicios de expendedor de billetes, teléfono y reloj digital, y unidades de energía, comunicación y tráfico, unido a un pórtico acristalado en cuyo extremo se ubica el panel publicitario.

## Accesos
- Avenida Abandoibarra, 4